# Kris (Name)
Kris ist ein männlicher und weiblicher Vorname sowie ein Familienname.

## Herkunft und Bedeutung
Kris ist eine Kurzform der Vornamen Kristian oder Kristoffer/Kristofer, die wiederum den Namen Christian und Christoph entsprechen. Als weiblicher Vorname kommt der Name auch als Kurzform von Kristin, Kristiane, Kristine, Christiane in Betracht.

## Namensträger

### Vorname
- Kris Allen (* 1985), US-amerikanischer Singer-Songwriter
- Kris Van Assche (* 1976), belgischer Modeschöpfer
- Kris Beech (* 1981), kanadischer Eishockeyspieler
- Kris Boeckmans (* 1987), belgischer Radrennfahrer
- Kris Bowers (* 1989), US-amerikanischer Jazzpianist, Keyboarder und Komponist
- Kris Boyd (* 1983), schottischer Fußballspieler
- Kris Bright (* 1986), neuseeländischer Fußballspieler
- Kris Bryant (* 1992), US-amerikanischer Baseballspieler
- Kris Burm (* 1957), belgischer Spieleautor
- Kris Commons (* 1983), schottischer Fußballspieler
- Kris De Bruyne (1950–2021), belgischer Sänger
- Kris Defoort (* 1959), belgischer Pianist und Komponist
- Kris Draper (* 1971), kanadischer Eishockeyspieler
- Kris Dunn (* 1994), US-amerikanischer Basketballspieler
- Kris Faafoi (* 1976), neuseeländischer Journalist und Politiker der New Zealand Labour Party
- Kris Feddersen (* 1963), US-amerikanischer Freestyle-Skier
- Kris Foucault (* 1990), kanadischer Eishockeyspieler
- Kris Freeman (* 1980), US-amerikanischer Skilangläufer
- Kris Gemmell (* 1977), neuseeländischer Triathlet
- Kris Holden-Ried (* 1973), kanadischer Schauspieler
- Kris Holm, Pionier des Berg-Einradfahrens
- Kris Humphries (* 1985), US-amerikanischer Basketballspieler
- Kris Jensen (* 1942), US-amerikanischer Popsänger
- Kris King (* 1966), kanadischer Eishockeyspieler
- Kris Knoblauch (* 1978), kanadischer Eishockeyspieler und -trainer
- Kris Kristofferson (1936–2024), US-amerikanischer Country-Sänger und Schauspieler
- Kris Kwiat (* 1996), deutscher Film-, TV- und Theaterschauspieler sowie Model
- Kris Lemche (* 1978), kanadischer Schauspieler
- Kris Letang (* 1987), kanadischer Eishockeyspieler
- Kris Marshall (* 1973), britischer Schauspieler
- Kris Martin (* 1972), belgischer Zeichner und Objektkünstler
- Kris Meeke (* 1979), britischer Rallyefahrer
- Kris Menace (* 1980), deutscher Musikproduzent
- Kris Merckx (* 1944), belgischer Politiker der PVDA, Arzt und Redakteur
- Kris Newbury (* 1982), kanadischer Eishockeyspieler
- Kris Nissen (* 1960), dänischer Autorennfahrer und Motorsportdirektor
- Kris Peeters (* 1962), belgischer Politiker
- Kris Pohlmann (* 1977), britisch-deutscher Bluesrock-Musiker
- Kris Richard (* 1979), US-amerikanischer American-Football-Trainer und ehemaliger -Spieler
- Kris Russell (* 1987), kanadischer Eishockeyspieler
- Kris Sparre (* 1987), kanadischer Eishockeyspieler
- Kris Stadsgaard (* 1985), dänischer Fußballspieler
- Kris Thackray (* 1988), englischer Fußballspieler
- Kris Tomasson (* 1967), US-amerikanischer Industriedesigner
- Kris Versteeg (* 1986), kanadischer Eishockeyspieler
- Kris Wanders (* 1946), niederländischer Jazzmusiker

### Familienname
- Ernst Kris (1900–1957), austroamerikanischer Kunsthistoriker und Psychoanalytiker

### Künstlername
- Kris (* 1987), deutscher Sänger und Gitarrist, siehe Kristoffer Hünecke
- Kris (* 1986), ungarischer Pornodarsteller, siehe Kris Evans

## Namensträgerinnen

### Vorname
- Kris Aquino (* 1971), philippinische Fernseh- und Filmschauspielerin
- Kris Davis (* 1980), kanadische Jazzpianistin und Komponistin
- Kris Tompkins (* 1950), US-amerikanische Umweltschützerin
- Kris Vietze (* 1968), Schweizer Politikerin

### Familienname
- Marianne Kris (1900–1980), austroamerikanische Psychoanalytikerin